# Chaumont (Centro-Valle della Loira)
Chaumont è un comune francese di 47 abitanti situato nel dipartimento del Cher, nella regione del Centro-Valle della Loira.

## Storia

### Simboli
Lo stemma comunale è stato adottato il 22 febbraio 2024.

## Società

### Evoluzione demografica
Abitanti censiti